# Assoro
Assoro ist eine italienische Gemeinde im Freien Gemeindekonsortium Enna in der Autonomen Region Sizilien mit 4776 Einwohnern (Stand 31. Dezember 2023).

## Lage und Daten
Assoro liegt 30 km östlich von Enna. Die Einwohner leben hauptsächlich von der Landwirtschaft. Produziert werden Zitrusfrüchte, Getreide und Wein.
Die Nachbargemeinden sind Agira, Enna, Leonforte, Nissoria, Piazza Armerina, Raddusa (CT), Ramacca (CT) und Valguarnera Caropepe.
Die Gemeinde liegt im Geopark Rocca di Cerere.
Nachdem der Bahnverkehr nach Assoro 1959 eingestellt wurde, ist der Ort heute nur noch auf der Straße zu erreichen.

## Geschichte
Die Stadt Assorus wird schon von antiken Historikern, zum Beispiel von Plinius dem Älteren, erwähnt. In der Umgebung lebten zwar bereits Sikaner, eine Siedlung soll aber erst durch die später hier eingewanderten Sikeler gegründet worden sein. In der Folge wurde die Gegend von Assoro durch Griechen, Karthager und schließlich Römer beherrscht. Von der bewegten Geschichte zeugen viele Funde aus der Region, die sich heute im Archäologischen Museum von Syrakus befinden. Während der Herrschaft der Normannen ging der Ort in die Lehnherrschaft über, die 1812 endete.

## Sehenswürdigkeiten
Die Pfarrkirche San Leone stammt aus dem 12. Jahrhundert, wurde später aber öfter renoviert. Im Inneren der Kirche sind das Marmortaufbecken und verschiedene Holzstatuen sehenswert. Der Baronspalast mit einem sehenswerten Balkon steht neben der Pfarrkirche an der Piazza San Leone II. Der Ursprung des Schlosses ist unbekannt. Es sind nur noch ein Turm und Mauerreste von der Ruine zu sehen.